# Caryonopera
Caryonopera is een geslacht van vlinders van de familie spinneruilen (Erebidae), uit de onderfamilie Calpinae.

## Soorten
- C. anontsy Viette, 1987
- C. bergeri Berio, 1956
- C. breviramia Hampson, 1926
- C. conifera Hampson, 1926
- C. gabunalis (Holland, 1894)
- C. mainty Viette, 1972
- C. malgassica Berio, 1956
- C. moenasalis (Walker, 1859)
- C. novory Viette, 1987
- C. orientana Viette, 1987
- C. pyrrholopha Fletcher D. S., 1961
- C. royi Fletcher & Viette, 1955
- C. triangularis (Bethune-Baker, 1911)